# Hal Sparks
Hal Harry Magee Sparks III (Cincinnati, 25 settembre 1969) è un attore statunitense.

## Biografia
Nasce a Cincinnati, nello stato dell'Ohio, ma cresce a Peaks Mill, nel Kentucky. Compiuti i quattordici anni si sposta a Chicago, dove frequenta la New Trier High School. Ottenuto il diploma, si trasferisce in California, a North Hollywood.
Ama molto le arti marziali e conosce la lingua cinese, che parla correntemente.
Amante della musica rock, è leader del gruppo Zero1.
È famoso soprattutto per aver interpretato Michael Novotny, uno dei protagonisti del telefilm Queer as Folk.
È queer.

## Filmografia

### Cinema
- Chrome Hearts, regia di Dan Hoskins (1989)
- Invader, regia di Mark H. Baker (1996) - voce
- Lost & Found, regia di Jeff Pollack (1999)
- Fatti, strafatti e strafighe (Dude, Where's My Car?), regia di Danny Leiner (2000)
- Il dottor Dolittle 2 (Dr. Dolittle 2), regia di Steve Carr (2001) - voce
- Dickie Roberts - Ex Piccola Star (Dickie Roberts: Former Child Star), regia di Sam Weisman (2003)
- Lightning Bug, regia di Robert Hall (2004)
- Spider-Man 2, regia di Sam Raimi (2004)
- Dead Space: Downfall, regia di Chuck Patton (2008) - voce
- The House That Jack Built, regia di Bruce Reisman (2009)
- Extract, regia di Mike Judge (2009)
- Slip Away, regia di T.M. Scorzafava - cortometraggio (2011)

### Televisione
- Frog, regia di David Grossman - film TV (1987)
- Lois & Clark - Le nuove avventure di Superman (Lois & Clark: The New Adventures of Superman) – serie TV, episodio 1x13 (1994)
- La signora del West (Dr. Quinn, Medicine Woman) – serie TV, episodio 3x14 (1995)
- Signs and Wonders, regia di Maurice Phillips - film TV (1995)
- Cheap Theatrix – serie TV (1998)
- Più forte ragazzi (Martial Law) – serie TV, episodio 2x13 (2000)
- Bleacher Bums, regia di Saul Rubinek (2001) - film TV
- Rendez-View – serie TV, episodio 1x01 (2001-2002)
- One on One – serie TV, episodi 2x02 - 2x03 (2002)
- Frasier – serie TV, episodio 10x11 (2003)
- Queer as Folk – serie TV, 83 episodi (2000-2005)
- CSI: Scena del crimine (CSI: Crime Scene Investigation) – serie TV, episodio 6x09 (2005)
- Las Vegas – serie TV, episodio 3x19 (2006)
- Celebrity Paranormal Project – serie TV, episodio 1x01 (2006)
- Tak & the Power of Juju – serie TV, 12 episodi (2007-2008)
- 20Q – serie TV (2009)
- Lab Rats – serie TV (2012-2016)
- Lab Rats: Elite Force – serie TV (2016)
- Grey's Anatomy – serie TV, episodio 14x18 (2018)

## Doppiatori italiani
Nelle versioni in italiano delle opere in cui ha recitato, Hal Sparks è stato doppiato da:
- Claudio Moneta in Lab Rats[1], Lab Rats: Elite
- Riccardo Rossi in Fatti, strafatti e strafighe[2]
- Gianluca Crisafi in Queer as Folk[3]
- Francesco Pezzulli in CSI - Scena del crimine[4]
- Lorenzo Scattorin in Grey's Anatomy[5]